# Krygshaber (herb szlachecki)
Krygshaber (Kriegshaber) – herb szlachecki.

Krygshaber I

Krygshaber II

## Opis herbu
1. Na tarczy ściętej, w polu górnym srebrnym – dwa złote snopy; w dolnym błękitnym – kotwica srebrna. U szczytu, między dwoma czarnymi skrzydłami snop złoty.
2. Na tarczy 4-dzielnej, z pasem czerwonym poprzecznym przez środek, na którym gwiazda złota, w polu I srebrnym – dwa złote snopy, w II błękitnym – ul złoty, w III – kotwica srebrna, w IV – pół konia. Nad tarczą dwa hełmy ukoronowane: w I – snop złoty między dwoma czarnymi skrzydłami, w II – pół konia, labry przy I – błękitno-srebrne, przy II – czerwono-złote.

## Najwcześniejsze wzmianki
Nadany 1794 przez Franciszka II.